# 墨天業
墨天業（ボクテンゴウ）は、日本の漫画家、ゲームクリエーター。

## 来歴
2013年7月にタケトスズメ原作による『URASHIMA〜ウラシマ〜』でデビュー（当時GON名義）。 
連載終了後、2016年PS Vita『東亰ザナドゥ』、2017年『デモンズゲート 帝都ノ魔女』のコミカライズを手掛ける。 
3Dを駆使し、主に商業漫画中心に活動。アニメやゲームのクリエイターとしても活動している。
手塚治虫生誕90年記念書籍『テヅコミ』（マイクロマガジン社）で『京獣物語』を連載。名義は墨天業の読みをカタカナに直した『ボクテンゴウ』も使用。 同作の中で京都在住であることと、ロックバンドRIZEの元ベーシストKenKenと友人関係であることを明かしている。

## 作品リスト

### 連載
- URASHIMA〜ウラシマ〜（原作：タケトスズメ、『ComicWalker』2014年3月23日 - 2024年12月18日） - GON名義。
- 東亰ザナドゥ（原作：日本ファルコム、『ファミ通コミッククリア』2016年2月5日[2] - 連載） - 墨天業名義。
- 京獣物語（『テヅコミ』Vol.5[3] - Vol.17[4]） - ボクテンゴウ名義。
- 英雄伝説 創の軌跡 THE MISERABLE SINNERS（原作：日本ファルコム、『月刊ファルコムマガジン』Vol.120[5] - ） - 墨天業名義。
- 水属性の魔法使い@COMIC（原作：久宝忠、『comicコロナ』2021年9月20日[6] - 2022年2月10日→『コロナEX』2022年4月16日 - 連載中〈移籍後もcomicコロナでは遅れ配信有り〉） - 小説のコミカライズ[6]、墨天業名義。

### 書籍
- 『東亰ザナドゥ』、原作：日本ファルコム、KADOKAWA〈ファミ通クリアコミックス〉2016年 - 2017年、全2巻、墨天業名義
- 『デモンズゲート 帝都ノ魔女』、脚本：青木健生、マイクロマガジン社〈ライドコミックス〉、2018年2月28日発売[7]、ISBN 978-4-89637-696-8、墨天業名義
- 『京獣物語』、マイクロマガジン社〈TCコミックス〉2019年 - 2020年、全2巻、ボクテンゴウ名義
- 『英雄伝説 創の軌跡 THE MISERABLE SINNERS』、原作：日本ファルコム、フィールドワイ〈ファルコムBOOKS〉2022年 - 、既刊1巻（2022年2月16日現在）、墨天業名義
- 『水属性の魔法使い@COMIC』、原作：久宝忠、TOブックス〈コロナ・コミックス〉2022年 - 、既刊7巻（2025年7月15日現在）、墨天業名義